# W. Somerset Maugham

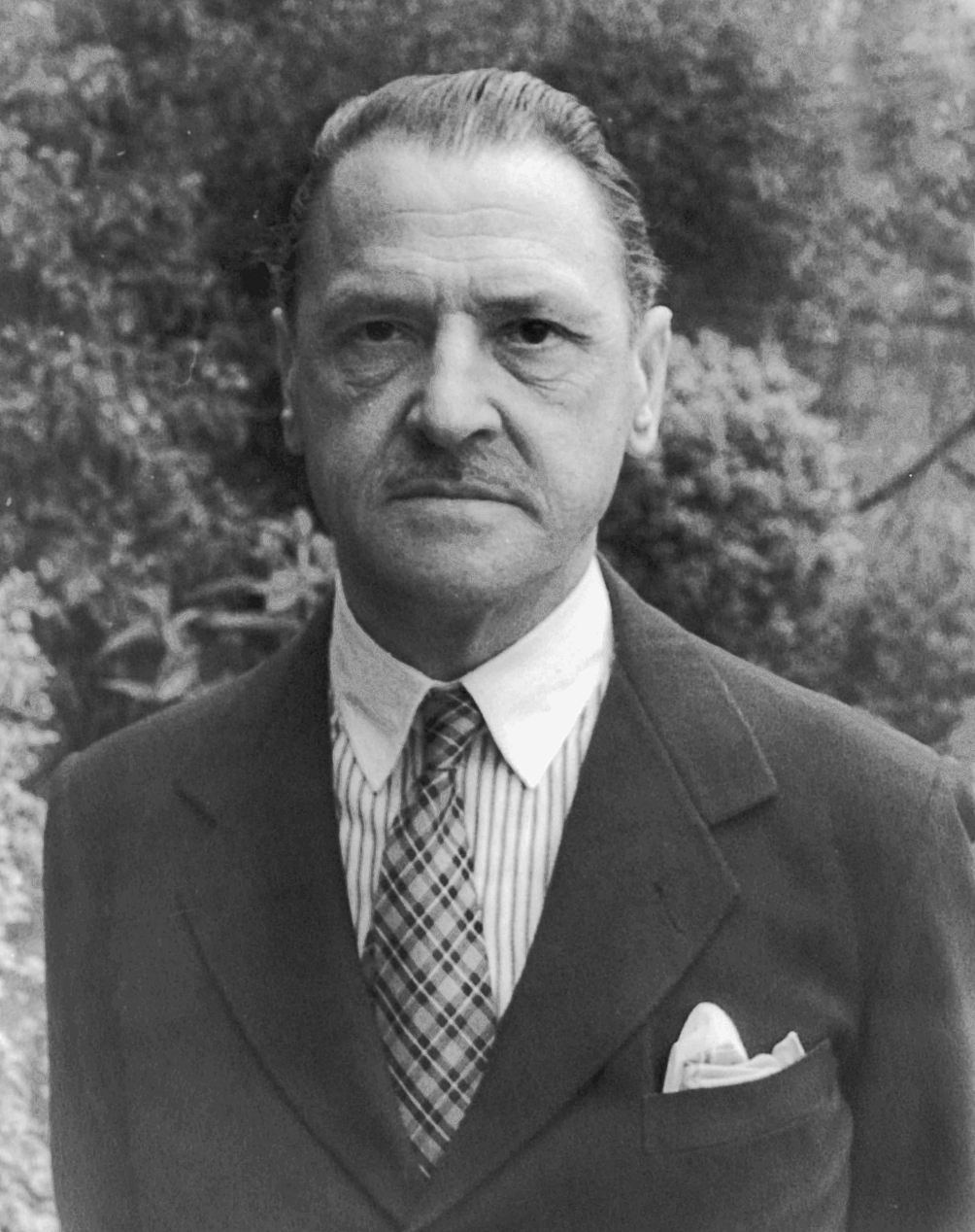
William Somerset Maugham 1934 (Fotograf: Carl Van Vechten)

William Somerset Maugham [ˈsʌməsɪt mɔːm] (* 25. Januar 1874 in Paris; † 16. Dezember 1965 in Saint-Jean-Cap-Ferrat bei Nizza), auch bekannt als W. Somerset Maugham, war ein englischer Erzähler und Dramatiker. Er zählt zu den meistgelesenen englischsprachigen Autoren des 20. Jahrhunderts.

## Leben

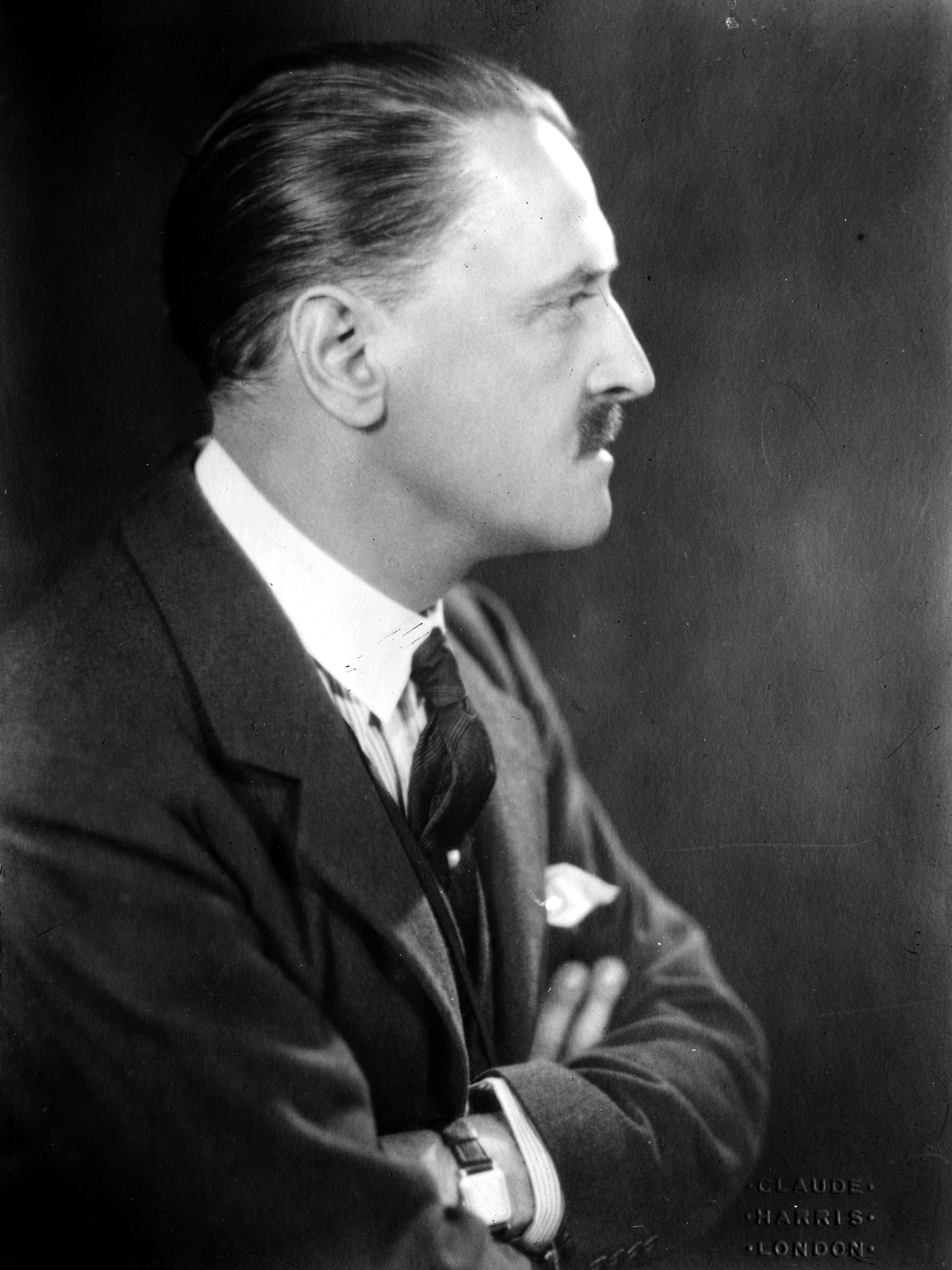
William Somerset Maugham 1900

William Somerset Maugham war der Sohn eines englischen Anwalts, der in Paris für britische Klienten tätig war. Sein älterer Bruder war der Jurist Frederic Maugham. Die Eltern starben, als er noch ein Kind war. So verbrachte er als Waise seine Jugend unter der Aufsicht eines frömmlerischen Onkels und in Internaten. Er litt unter Stottern. An der Universität Heidelberg studierte er Deutsch, Literatur und Philosophie, später in London am King’s College London Medizin. Trotz seines Drangs zur Literatur beendete Maugham 1898 – vor allem unter dem Druck seines Onkels – das Medizinstudium erfolgreich.
Eine Erkrankung an Lungentuberkulose kurierte er im milden Klima Südfrankreichs. Nach seiner Erholung zog er nach Paris. 1907 gelang ihm mit dem Theaterstück Lady Frederick der erste große öffentliche Erfolg.
Während des Ersten Weltkrieges diente Maugham beim englischen Geheimdienst MI6, für den er zunächst in Italien, der Schweiz und in den USA tätig war. Von dort wurde er 1917 nach Russland beordert, wo die Briten die provisorische Regierung von Alexander Kerenski an der Macht zu halten versuchten, damit Russland im Krieg gegen die Mittelmächte bleiben würde. In dieser Zeit war Maugham zugleich Informant des amerikanischen Geheimdienstes. Obwohl Maugham während seines gesamten Aufenthalts unter Spionageverdacht stand, ließ man ihn gewähren – offenbar mit Rücksicht auf seinen internationalen Bekanntheitsgrad. So lernte Maugham bis zur Oktoberrevolution führende russische Politiker kennen und verfasste eine große Zahl wertvoller Berichte. Im Winter 1917 kehrte er nach Großbritannien zurück.
Seine Erfahrungen inspirierten ihn zu Ashenden: Or, the British Agent (1928). Mit diesem Werk beeinflusste er spätere Schriftsteller wie Graham Greene, Eric Ambler, Ian Fleming und John le Carré. Fleming bewunderte Maugham sehr, denn er betrachtete ihn und sich selbst als „die einzigen heutigen Schriftsteller, die über solche Dinge schreiben, die die Leute wirklich genießen: Kartenspiel, Geld, Gold, und so weiter“. Wie Greene reiste Maugham gerne, und diese Leidenschaft zeigte sich auch in vielen seiner Romane. Seine Reisen in die Südsee und nach Fernost fanden Niederschlag in Kurzgeschichten, die Maugham gesammelt ab 1921 veröffentlichte. In ihnen finden sich packende und authentische Porträts des „Englishman abroad“, Kolonialfiguren, wie sie bereits Conrads Werke bevölkerten und die Maugham mit skeptisch-distanziertem Blick meisterhaft zu schildern verstand.
1917 heiratete er in New Jersey seine Geliebte Syrie Barnardo, die geschiedene Frau des Pharma-Unternehmers Henry Wellcome und Tochter von Thomas John Barnardo. William und Syrie Maugham hatten eine Tochter, Elizabeth (1915–1998). Die Ehe litt unter heftigen Wirrnissen, die durch Maughams homosexuelle Neigungen kompliziert wurden. Sein wirklicher Partner war sein Sekretär, der Amerikaner Gerald Haxton. Haxton hatte einen schlechten Ruf; er soll ein Lügner, Schwindler, Trunkenbold und sogar Zuhälter gewesen sein. Später gestand Maugham ein: „Ich war ein Viertel ‚normal‘ und drei Viertel schwul. Aber ich versuchte mich selbst zu überzeugen, dass es umgekehrt war. Das war mein größter Fehler.“ Die Eheleute Maugham wurden 1928 geschieden. In den folgenden dreißig Jahren stritten sie sich wegen Geld und der Erziehung ihrer Tochter.
Nach der Scheidung zog es Maugham an die Côte d’Azur. Er kaufte auf der Halbinsel Cap Ferrat bei Nizza die Villa La Mauresque, die früher dem belgischen König Leopold II. gehört hatte. Mit Maughams hervorragender Kunstsammlung ausgestattet, wurde dieses Haus sehr berühmt. Er plante seine Karriere sorgfältig und nüchtern. 1933 gab er es auf, Theaterstücke zu schreiben, denn er glaubte, mit 50 Jahren sei er zu alt, um mit den wechselnden Trends der Theaterwelt Schritt halten zu können. 1947 stiftete er den Somerset Maugham Award, einen Literaturpreis für junge Autoren. 1948 verfasste er seinen letzten Roman Catalina. 1959 hörte er endgültig mit dem Schreiben auf. Ab 1950 war er Ehrenmitglied der American Academy of Arts and Letters.

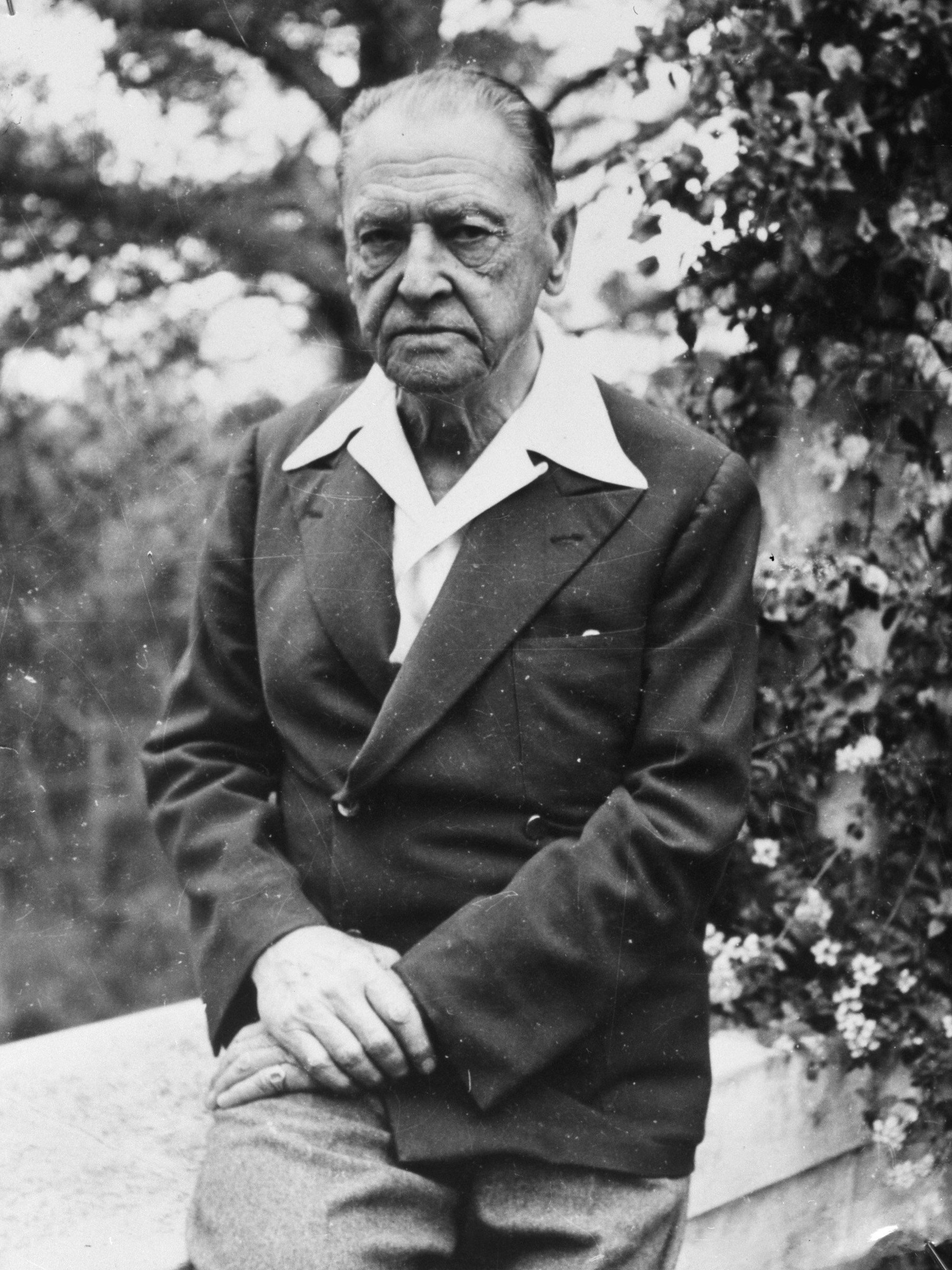
William Somerset Maugham 1965 kurz vor seinem Tod

Maugham starb am 16. Dezember 1965 an Tuberkulose in seinem Haus in Saint-Jean-Cap-Ferrat. Seine Leiche wurde eingeäschert; die Asche wurde in der Nähe der Bibliothek der King’s School in Canterbury verstreut. Maughams zweiter männlicher Partner, Alan Searle, stritt mit Maughams Tochter um das Erbe.
Ein Neffe Maughams war der seinerseits als Schriftsteller erfolgreiche Robin Maugham.

## Werk
William Somerset Maugham errang mit seinem 1897 veröffentlichten Erstlingswerk Liza of Lambeth frühen literarischen Erfolg und löste zugleich einen Skandal aus. In dem Roman verarbeitete Maugham Erfahrungen, die er als angehender Arzt in den Armenvierteln Londons gemacht hatte. Das Bürgertum sah es als unpassend an, die Welt der Arbeiter derart naturalistisch darzustellen.
Auf das Buch folgten Jahre der Selbstbestimmung als Autor. Zuerst arbeitete er als Dramatiker und schrieb Theaterstücke wie The Circle, Our Betters und The Constant Wife. Im frühen 20. Jahrhundert wurden gleichzeitig vier Theaterstücke von ihm in London aufgeführt. Seine Produktivität war erstaunlich: in der Regel brauchte er nur eine Woche, jeden Aufzug zu schreiben, und eine weitere Woche, das Stück zu redigieren. Später widmete er sich der Prosa und verfasste zahlreiche Romane und Kurzgeschichten.
Als Maughams bedeutendste Arbeit wird meist der Roman Der Menschen Hörigkeit (original: Of Human Bondage) angesehen, eine autobiographische Geschichte, deren Held, Philip Carey, wie Maugham als Waise bei seinem frömmlerischen Onkel aufwächst und durch einen Klumpfuß gehandicapt ist. Maugham selbst stotterte.
Im englischen Sprachraum wird Maughams Werk zur so genannten middlebrow-Literatur gezählt, die bei leichter Lesbarkeit und hohem Unterhaltungswert dennoch ein beachtliches künstlerisches und formales Niveau erreicht. Ein Thema, das Maugham in seinem dramatischen und seine erzählerischen Werk immer wieder beschäftigt hat, ist der Ehebruch.

## Werke (Auswahl)
- Liza of Lambeth (1897) – Liza von Lambeth. Diana, Stuttgart 1953.
- Mrs. Craddock (1902) – Triumph der Liebe (1957)
- The Magician (1908) – Der Magier (1958)
- Of Human Bondage (1915) – Der Menschen Hörigkeit (1939)
- The Moon and Sixpence (1919) – Silbermond und Kupfermünze (1927)
- The Trembling of a Leaf (1921) – Menschen der Südsee. Ein Novellenkreis (1932)
- The Circle (1921) – Der Kreis (1923)
- On a Chinese Screen (1922) – Das Lied des Flusses (1955)
- The Force of Circumstance (1924) – Short Story
- The Outstation (1924) – Die Dschungel-Residenz, Eulenspiegel Verlag Berlin, 1979
- The Letter (1927)
- The Painted Veil (1925) – Der bunte Schleier (1928)
- The Casuarina Tree (1926) – Die Macht der Umstände (1959)
- The Constant Wife (1927) – Finden Sie, dass Constanze sich richtig verhält? (1927)
- The Sacred Flame – Drama (1928)
- Ashenden (1928) – Ein Abstecher nach Paris (1969)
- Cakes and Ale or The Skeleton in the Cupboard (1930) – Seine erste Frau (auch unter dem Titel Rosie und die Künstler)
- For Services Rendered (1932) – Für geleistete Dienste (1932)
- The Narrow Corner (1932) – Ein Stück des Weges (1934)
- East and West – Gesammelte Erzählungen I (1934) – Ost und West, Zürich 2005, ISBN 978-3-257-06490-2
- Theatre (1937) – Julia, du bist zauberhaft (auch unter dem Titel Theater)
- Cosmopolitans (1936) – Weltbürger (1948)
- The Summing Up (1938) – Die halbe Wahrheit
- Up at the Villa (1941) – Oben in der Villa
- The Razor's Edge (1943) – Auf Messers Schneide (1947)
- The Lotus Eater (1945) – Short Story
- Then and Now (1946) – Damals und Heute (Machiavelli-Roman; 1947)
- Catalina (1948); dt. Catalina, Zürich 1949, München 1987
- Creatures of Circumstance (1947) – Schein und Wirklichkeit (1959)
- A Writer's Notebook (1949) – Aus meinem Notizbuch (1954)
- The World Over – Gesammelte Erzählungen II (1952) – Der Rest der Welt, Diogenes, Zürich 2005, ISBN 978-3-257-06490-2.
- Books and You : Eine kleine persönliche Geschichte der Weltliteratur, Diogenes, Zürich 2006

### Werkausgabe
- W.-Somerset-Maugham-Werkausgabe in Diogenes Taschenbüchern
  - Die besten Geschichten von W. Somerset Maugham
  - Gesammelte Erzählungen in zehn Bänden
    - Regen (Gesammelte Erzählungen I)
    - Das glückliche Paar (Gesammelte Erzählungen II)
    - Vor der Party (Gesammelte Erzählungen III)
    - Die Macht der Umstände (Gesammelte Erzählungen IV)
    - Lord Mountdrago (Gesammelte Erzählungen V)
    - Das ewig Menschliche (Gesammelte Erzählungen VI)
    - Ashenden oder Der britische Geheimagent (Gesammelte Erzählungen VII)
    - Entlegene Welten (Gesammelte Erzählungen VIII)
    - Winter-Kreuzfahrt (Gesammelte Erzählungen IX)
    - Fata Morgana (Gesammelte Erzählungen X)

  - Das gesammelte Romanwerk in bisher elf Bänden
    - Rosie und die Künstler. Roman
    - Silbermond und Kupfermünze. Roman
    - Auf Messers Schneide. Roman
    - Theater. Ein Schauspielerroman
    - Damals und heute. Ein Macchiavelli-Roman
    - Der Magier. Ein parapsychologischer Roman
    - Oben in der Villa. Ein kriminalistischer Liebesroman
    - Mrs. Craddock. Ein Liebesroman
    - Der Menschen Hörigkeit. Roman
    - Südsee-Romanze. Roman
    - Liza von Lambeth. Ein Liebesroman

## Verfilmungen
- 1925: The Circle – nach der Komödie Der Kreis, mit Alec B. Francis, Regie: Frank Borzage
- 1926: Der Magier (The Magician), Regie: Rex Ingram
- 1928: Sadie Thompson – nach der Erzählung Miss Thompson, Regie: Raoul Walsh
- 1929: Charming Sinners – nach Finden Sie, daß Constanze sich richtig verhält?, Regie: R. Milton
- 1930: Strictly Unconventional – nach der Komödie Der Kreis, Regie: D. Burton
- 1932: Rain, Regie: Lewis Milestone
- 1934: Der bunte Schleier (The Painted Veil), Regie: Richard Boleslawski
- 1934: Of Human Bondage, Regie: John Cromwell
- 1936: Geheimagent (The Secret Agent) – Vorlage: zwei Erzählungen über den Geheimagenten Ashenden, Regie: Alfred Hitchcock
- 1936: Isle of Fury – Vorlage: The Narrow Corner, Regie: Frank McDonald
- 1940: Das Geheimnis von Malampur (The Letter)  – Vorlage: Kurzgeschichte Der Brief, Regie: William Wyler
- 1940: Ein Ehemann zuviel (Too Many Husbands) – Vorlage: Bühnenstück Home and Beauty, Regie: Wesley Ruggles
- 1942: Der Besessene von Tahiti (The Moon and Sixpence) – Vorlage: Roman Silbermond und Kupfermünze, Regie: Albert Lewin
- 1944: Weihnachtsurlaub (Christmas Holiday), Regie: Robert Siodmak
- 1946: Of Human Bondage, Regie: Edmund Goulding
- 1946: Auf Messers Schneide (The Razor’s Edge) – nach dem gleichnamigen Roman, Regie: Edmund Goulding
- 1947: Ehebruch (The Unfaithful) – Remake von Das Geheimnis von Malampur, Regie: Vincent Sherman
- 1948: Quartett (Quartet) – Vorlage: die Novellen The Facts of Life, The Alien Corn, The Kite, The Colonel’s Lady, Regie: Ken Annakin, Ralph Smart, Harold French, Arthur Crabtree
- 1950: So ist das Leben (Trio) – Vorlage: drei Novellen, Regie: Ken Annakin, Harold French
- 1951: Dakapo (Encore) – Vorlage: Erzählungen The Ant and the Grasshopper, Winter Cruise, Gigolo and Gigolette, Regie: Pat Jackson, Harold French, Anthony Pelissier
- 1953: Fegefeuer (Miss Sadie Thompson) – Vorlage: Erzählung Miss Thompson, Regie: Curtis Bernhardt
- 1954: Ins Paradies verdammt (The Beachcomber), Regie: Muriel Box
- 1954: Liebe im Quartett (Three for the Show) – Remake von Too Many Husbands, Regie: H. C. Potter
- 1954/55: Mord ohne Mörder (Three Cases of Murder) – Vorlage: Lord Mountdrago und zwei weitere Novellen, Regie: Wendy Toye, David Eady und George More O’Ferrall
- 1957: Hongkong war ihr Schicksal (The Seventh Sin) – Vorlage: Roman Der bunte Schleier, Regie: Ronald Neame
- 1961: Julia, du bist zauberhaft (Adorable Julie)
- 1962: Finden Sie, daß Constanze sich richtig verhält? – Vorlage: The Constant Wife, Regie: Tom Pevsner
- 1962: Heute kündigt mir mein Mann (Vorlage: Bühnenstück The Breadwinner), Regie: Rudolf Nussgruber, Peter Goldbaum
- 1964: Der Menschen Hörigkeit (Of Human Bondage), Regie: Ken Hughes, Bryan Forbes, Henry Hathaway
- 1981: Der verhängnisvolle Brief (The letter) – Remake von Das Geheimnis von Malampur, Regie: John Erman
- 1984: Auf Messers Schneide (The Razor’s Edge) – nach dem gleichnamigen Bühnenstück
- 1984: Overnight Sensation (Kurzfilm) – nach der Kurzgeschichte The Colonel’s Lady
- 2000: Die Villa (Up at the Villa)
- 2004: Being Julia – Vorlage: Roman Theater
- 2006: Der bunte Schleier (The Painted Veil)